# Schmalspurbahn Nagold–Altensteig
| |                                     |                                          |                                          |
| Streckennummer (DB): | 4852                                |                                          |                                          |
| Kursbuchstrecke: | 302n (1946) 304g (1944) 325b (1934) |                                          |                                          |
| Streckenlänge: | 15,110 km                           |                                          |                                          |
| Spurweite: | 1000 mm (Meterspur)                 |                                          |                                          |
| Maximale Neigung: | 25 ‰                                |                                          |                                          |
| Minimaler Radius: | 80 m                                |                                          |                                          |
| |                                     |                                          |                                          |
| \| \| \| von Pforzheim \| \| \| \| 0,000 \| Nagold \| Nagold \| \| \| 0,50 \| Herrenberger Straße \| Herrenberger Straße \| \| \| \| nach Hochdorf (b Horb) \| \| \| \| \| Anschluss Sägewerk Klinger & Barthel \| \| \| \| 1,170 \| Schillerstraße \| Schillerstraße \| \| \| 1,30 \| Waldach \| Waldach \| \| \| 1,370 \| Abstellgleis Waldachtal \| Abstellgleis Waldachtal \| \| \| 1,880 \| Nagold Stadt \| Nagold Stadt \| \| \| 2,60 \| Nagold (22 m) \| Nagold (22 m) \| \| \| 3,410 \| Anschluss Ölfabrik August Reichert & Cie \| Anschluss Ölfabrik August Reichert & Cie \| \| \| 5,330 \| Anschluss Tuchfabrik Koch & Reichert \| Anschluss Tuchfabrik Koch & Reichert \| \| \| 6,143 \| Rohrdorf (b Nagold) \| Rohrdorf (b Nagold) \| \| \| 8,517 \| Ebhausen \| Ebhausen \| \| \| 13,182 \| Berneck (Württ) \| Berneck (Württ) \| \| \| 13,30 \| Köllbach (7 m) \| Köllbach (7 m) \| \| \| 15,110 \| Altensteig \| Altensteig \| |                                     |                                          |                                          |
| Strecke |                                     | von Pforzheim                            | von Pforzheim                            |
| Bahnhof | 0,000                               | Nagold                                   | Nagold                                   |
| Brücke | 0,50                                | Herrenberger Straße                      | Herrenberger Straße                      |
| Abzweig ehemals geradeaus und nach links |                                     | nach Hochdorf (b Horb)                   | nach Hochdorf (b Horb)                   |
| Abzweig geradeaus und nach links (Strecke außer Betrieb) |                                     | Anschluss Sägewerk Klinger & Barthel     | Anschluss Sägewerk Klinger & Barthel     |
| Brücke (Strecke außer Betrieb) | 1,170                               | Schillerstraße                           | Schillerstraße                           |
| Brücke über Wasserlauf (Strecke außer Betrieb) | 1,30                                | Waldach                                  | Waldach                                  |
| Dienststation / Betriebs- oder Güterbahnhof (Strecke außer Betrieb) | 1,370                               | Abstellgleis Waldachtal                  | Abstellgleis Waldachtal                  |
| Haltepunkt / Haltestelle (Strecke außer Betrieb) | 1,880                               | Nagold Stadt                             | Nagold Stadt                             |
| Brücke über Wasserlauf (Strecke außer Betrieb) | 2,60                                | Nagold (22 m)                            | Nagold (22 m)                            |
| Abzweig geradeaus und nach links (Strecke außer Betrieb) | 3,410                               | Anschluss Ölfabrik August Reichert & Cie | Anschluss Ölfabrik August Reichert & Cie |
| Abzweig geradeaus und nach links (Strecke außer Betrieb) | 5,330                               | Anschluss Tuchfabrik Koch & Reichert     | Anschluss Tuchfabrik Koch & Reichert     |
| Bahnhof (Strecke außer Betrieb) | 6,143                               | Rohrdorf (b Nagold)                      | Rohrdorf (b Nagold)                      |
| Bahnhof (Strecke außer Betrieb) | 8,517                               | Ebhausen                                 | Ebhausen                                 |
| Bahnhof (Strecke außer Betrieb) | 13,182                              | Berneck (Württ)                          | Berneck (Württ)                          |
| Brücke über Wasserlauf (Strecke außer Betrieb) | 13,30                               | Köllbach (7 m)                           | Köllbach (7 m)                           |
| Kopfbahnhof Streckenende (Strecke außer Betrieb) | 15,110                              | Altensteig                               | Altensteig                               |

Die Schmalspurbahn Nagold–Altensteig – im Volksmund Altensteigerle oder seltener auch Rütschle genannt – war eine 15,110 Kilometer lange meterspurige Schmalspurbahn im Nordschwarzwald. Sie verband vom 29. Dezember 1891 bis 1967 als Stichbahn den seit 1872 bestehenden Bahnhof Nagold an der Nagoldtalbahn mit Altensteig. Heute verläuft auf der ehemaligen Strecke größtenteils ein Bahntrassenradweg.

## Geschichte

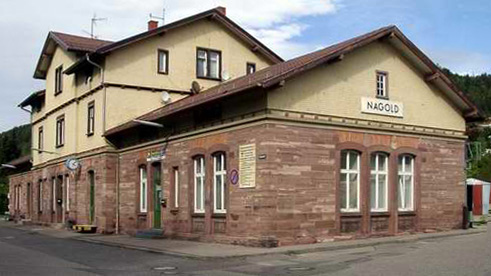
Bahnhof Nagold (2004): der Bahnhofsvorplatz war bis 1967 Ausgangspunkt der Strecke nach Altensteig

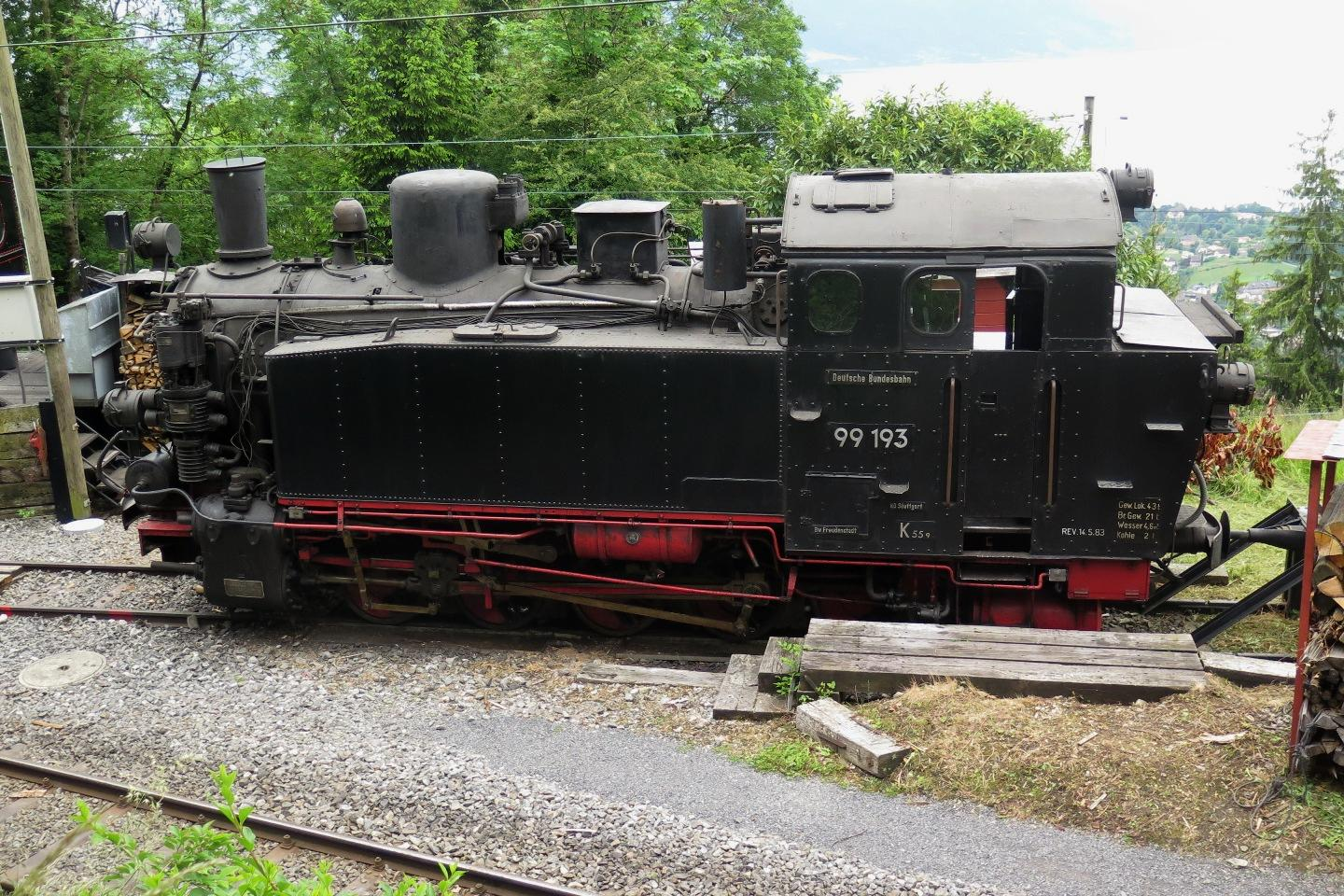
Die ehemalige Dampflokomotive 99 193 der Bahn, Baujahr 1927

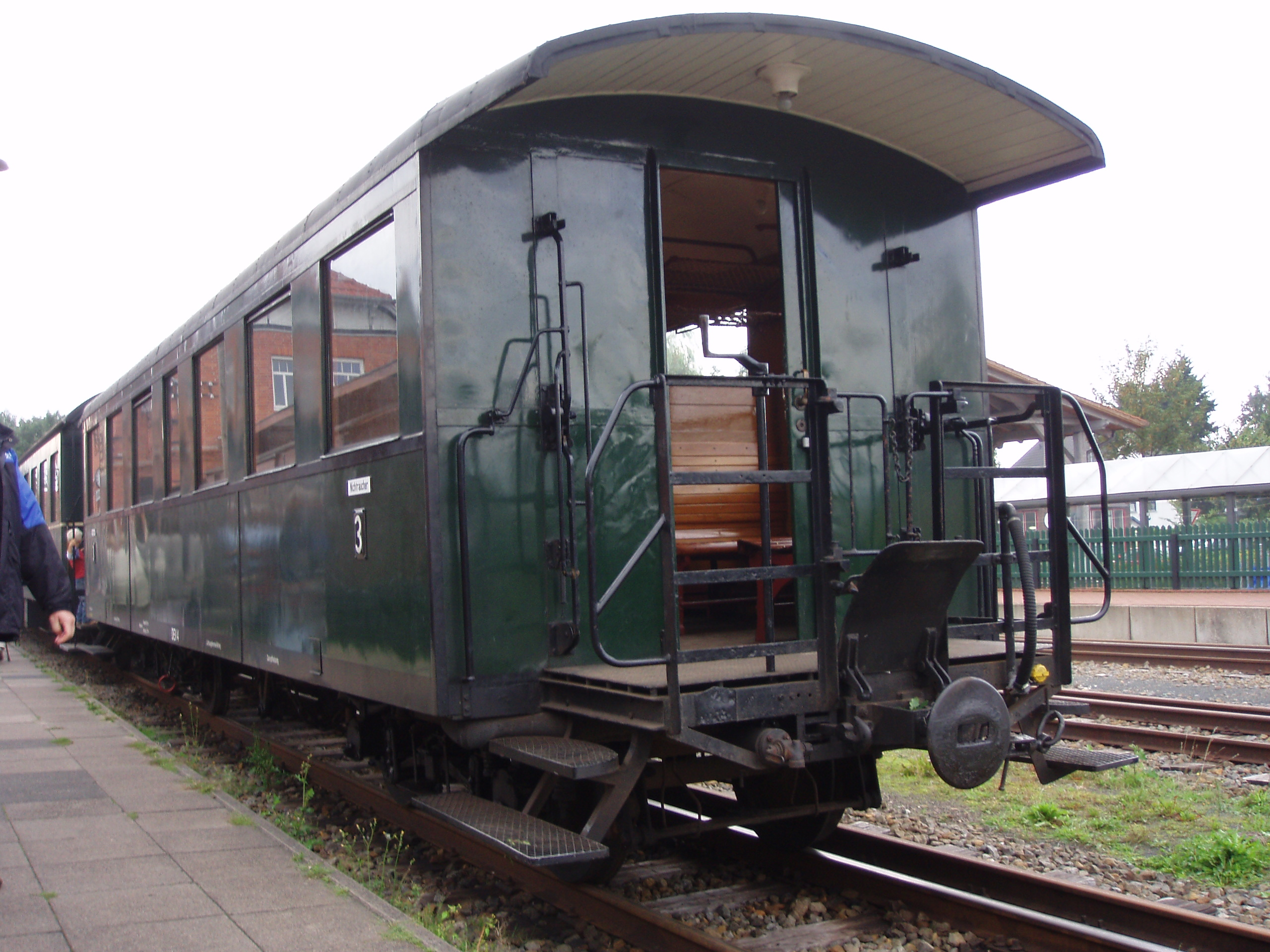
Der ehemalige Personenwagen Nummer 6 der Bahn, Baujahr 1935

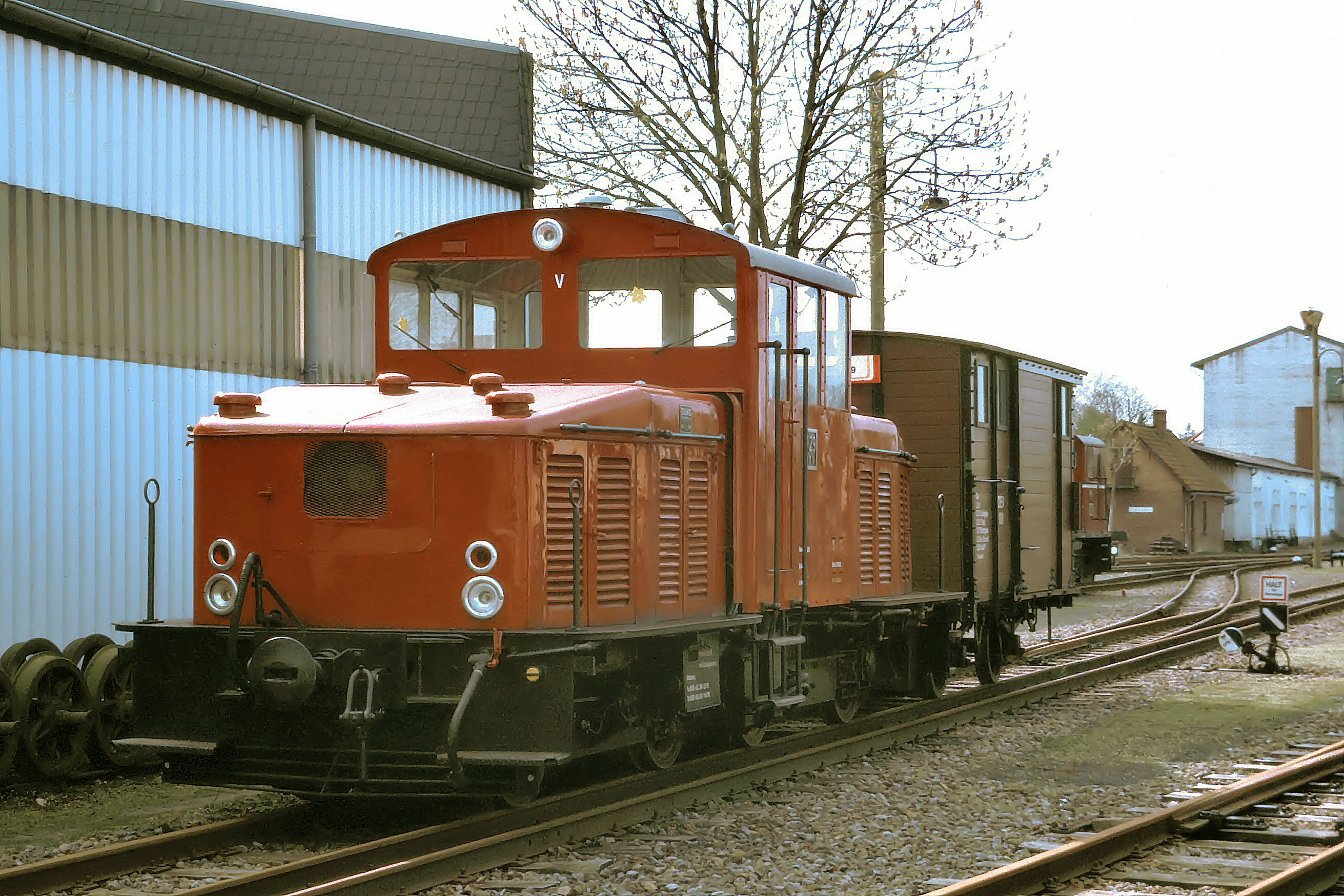
Die ehemalige Diesellokomotive V 29 952 der DB war von Mai 1956 bis 1967 im Nagoldtal im Einsatz, heute ist sie Museumslok beim DEV

Die Strecke Nagold–Altensteig wurde 1891 als erste Schmalspurbahn der Königlich Württembergischen Staats-Eisenbahnen eröffnet. Sie wurde vor allem für den Güterverkehr erbaut, weil die Holzflößerei immer mehr auf Schwierigkeiten stieß. Außerdem sollte das Holz über Handelsplätze in Württemberg verkauft werden, anstatt auf dem Fluss Nagold ins badische Pforzheim zu gelangen. Um Baukosten zu sparen, verlief die Strecke ursprünglich überwiegend im Planum der heutigen Bundesstraße 28. Sie wurde nach Vorbild der Bahnstrecke Ribeauvillé–Ribeauvillé-Gare, einer schmalspurigen Dampfstraßenbahn im Elsass, erstellt und anfangs teils ebenfalls als Straßenbahn bezeichnet. Formal handelte es sich jedoch stets um eine Eisenbahn. In Nagold nutzte die Schmalspurbahn dabei bis zur Überquerung der Herrenberger Straße das ursprünglich für das – in diesem Abschnitt nie realisierte – zweite Gleis der Nagoldtalbahn vorgesehene Planum.
Weil sich später die Bahn und der zunehmende Kraftfahrzeugverkehr gegenseitig behinderten, wurde die Strecke Mitte der 1930er Jahre umfassend ausgebaut. Sie erhielt damals größtenteils einen eigenen Gleiskörper neben der Straße. Auch wurden schon 1927 von der Deutschen Reichsbahn vier neue Dampflokomotiven der Baureihe 99.19 beschafft, die Nachbauten der sächsischen Baureihe 99.64–65 waren. Von der Filderbahn kamen Personenwagen gebraucht zur Altensteiger Bahn. Mitte der 1930er Jahre folgte eine Garnitur eleganter neuer Personenwagen, da wegen des zunehmenden Ausflugs- und Sonderverkehrs erstmals zwei Personenzüge gleichzeitig fuhren, vor allem weil Nagold bevorzugtes Ziel von Sonderzügen der Organisation „Kraft durch Freude“ wurde. Nach dem Zweiten Weltkrieg verlor die Bahn dann an Bedeutung, in erster Linie, weil es keine direkte Bahnverbindung in Richtung der großen Arbeitgeber im Raum Böblingen/Sindelfingen gab. Die Deutsche Bundesbahn prüfte eine Umstellung auf moderne Triebwagen, die jedoch zu teuer erschien.
Zunächst wurde im August 1962 der Personenverkehr eingestellt, bevor im Mai 1967 auch der Güterverkehr endete. Langjährige Bemühungen der Interessengemeinschaft Nebenbahn in Altensteig, der rund hundert örtliche Unternehmen angehörten, blieben vergeblich. Allerdings nutzen viele Unternehmen die Bahn in den letzten Jahren nur für wenig ertragreiche Fracht, während lukrative Güter eher an die Lastwagen-Speditionen vergeben wurden. Insofern hatten auch die Anlieger ihren Anteil am Niedergang. Die Deutsche Bundesbahn wiederum machte keine Zusage über einen möglichen Mindestfortbestand der Bahn, so dass die Güterkunden ihre Logistik immer weniger auf die Schiene ausrichteten. Die Strecke wurde im Sommer 1967 sofort komplett abgebaut. Bemühungen der Politik, aus „strategischen“ Gründen – sowohl militärisch wie wegen der Abhängigkeit des Straßentransportes vom Erdöl – die Infrastruktur zu erhalten, hatten keinen Erfolg. Die Stadt Nagold bezeichnete die Bahn wegen der mehrmaligen Querungen mit Straßen als Verkehrshindernis und betrieb die Auflassung der Strecke, obwohl seit 1962 nur noch ein Zugpaar verkehrte.
Als Besonderheit diente die Strecke nach Altensteig unter anderem der Maschinenfabrik Esslingen im Laufe der Jahre immer wieder als Versuchsstrecke zum Erproben von Schmalspurfahrzeugen, die für den Export bestimmt waren. Mit einer Maximalneigung von vier Prozent in Nagold war sie die steilste öffentliche Bahnstrecke in Baden-Württemberg und daher für Testfahrten geeignet.

## Verlauf
Vom Ausgangsbahnhof Nagold senkte sich die Strecke anfangs ins Tal der Nagold hinab, um dann nach dem Haltepunkt Nagold Stadt wieder anzusteigen. Dem Fluss folgte sie dann bis zum Endbahnhof Altensteig, der mit seinen zahlreichen Gleisen stets der Betriebsmittelpunkt der Strecke war.

## Fahrzeugeinsatz
Zunächst wurden zwei Dampflokomotiven der speziellen Bauart „Klose“ beschafft. Adolf Klose hatte das Grundprinzip der Konstruktion ursprünglich für die Zahnradlokomotiven der Appenzeller Straßenbahn entwickelt. Die Bauart bewährte sich auch in Bosnien über Jahrzehnte hervorragend. 1927 wurden diese frühen Altensteiger Lokomotiven dann durch vier Exemplare der schon erwähnten Baureihe 99.19 abgelöst. Zwei Lokomotiven gingen durch Kriegseinwirkungen verloren (eine Maschine kam zur RBD Halle, die andere nach Jugoslawien), sodass nach 1945 nur noch zwei Maschinen zur Verfügung standen. Nach der Ausmusterung der einen Maschine kam 1956 dann die 99 044 als Ersatz. Ab demselben Jahr stand dann ebenfalls eine Diesellokomotive der Baureihe V 29 zur Verfügung. Mit diesen Maschinen wurde der Betriebsdienst bis zur Stilllegung 1967 durchgeführt. Die V 29 sowie je ein Personen- und ein Güterwagen sind erhalten und beim Deutschen Eisenbahn-Verein im Einsatz. Ein weiterer Personenwagen ist bei der Öchsle-Museumsbahn vorhanden.

## Denkmal und Modellanlage
Anlässlich der Landesgartenschau 2012 wurde in Nagold durch den Geschichtsverein Nagold auf der ehemaligen Bahntrasse eine als Freilichtmuseum ausgeführte Denkmalanlage mit vier Fahrzeugen auf Schmal- und Normalspur sowie anderen Schaustücken, wie einer meterspurigen Gleisanlage und einer Rollbockgrube, errichtet. Allerdings stammen die Schaustücke von verschiedenen anderen Bahnen aus Deutschland und der Schweiz.
In Altensteig gibt es eine Ausstellung zur Bahn (geöffnet mit Fahrbetrieb jeden ersten Sonntag im Monat) mit dem kompletten Modellnachbau der Strecke im Maßstab 1:87.